# Allonsanfàn
Allonsanfàn è un film del 1974 scritto e diretto da Paolo e Vittorio Taviani, con protagonista Marcello Mastroianni. La colonna sonora è composta da Ennio Morricone, alla sua prima collaborazione con i due registi.
Di ambientazione risorgimentale, il titolo, che è anche il nome di uno dei personaggi, è una storpiatura italianizzata di Allons enfants, le parole che aprono la prima strofa de La Marsigliese.
Il film è stato presentato nella Quinzaine des Réalisateurs al Festival di Cannes 1975.

## Trama
Durante gli anni della Restaurazione, l'aristocratico lombardo Fulvio Imbriani, ex-giacobino ed ufficiale napoleonico, viene improvvisamente liberato dalle carceri asburgiche del lombardo-veneto, in cui era detenuto in quanto affiliato ai Fratelli Sublimi, una sgangherata setta carbonara, poiché per sua stessa sorpresa non ritenuto più una minaccia dalle autorità. Una volta fuori, viene prontamente sequestrato dai suoi compagni, che gli improvvisano sul momento una specie di processo con l'accusa di aver "venduto" il loro Maestro in cambio della libertà, essendo quest'ultimo infatti introvabile; Fulvio naturalmente non ne sa nulla e, come scopriranno con sgomento poco dopo, il Maestro non è stato affatto imprigionato, bensì s'è tolto la vita, avendo angosciosamente constatato - come da lui spiegato nella lettera d'addio ritrovatagli addosso - il pesante fallimento dei propri ideali rivoluzionari. A seguito di ciò, ognuno di loro si dà rovinosamente alla macchia, temendo che l'improvvisa scarcerazione di Fulvio sia in effetti una trappola orchestrata dalle autorità per poterli acciuffare tutti assieme in un sol colpo.
Ammalatosi a causa della prigionia patita, si fa accompagnare dall'amico Tito - adesso il capo dei Fratelli - nella magione di famiglia affinché possa curarsi; presentatosi inizialmente come un frate suo amico, non appena vede la reazione devastata dei suoi familiari, soprattutto sua sorella Ester, alla bugia della sua morte, Fulvio getta la maschera e pare dunque riappacificarvisi dopo anni di dissidio. Riscoperti mano a mano gli agi della nobiltà, viene raggiunto poco tempo dopo dalla sua amante ungherese Charlotte, che in Gran Bretagna ha raccolto fondi per una spedizione rivoluzionaria da condursi nel Regno delle Due Sicilie. Fulvio però è ormai stanco di lottare per un fine ideale che gli pare sempre più incerto e distante e perciò le propone di fuggire in America con lui ed il figlio seienne Massimiliano, fino a quel momento cresciuto da una famiglia di contadini, a cui però la donna gli oppone uno sconcertato rifiuto. Ester, una volta scoperto che i Fratelli raggiungeranno Fulvio nei loro poderi per organizzare i preparativi della loro prossima spedizione, ed intuendo i ripensamenti del fratello, denuncia i congiurati alle autorità. 
Quando i Fratelli sono alle porte della villa, Fulvio s'accorge delle truppe asburgiche appostate per tendere loro un agguato ma, pur potendo ancora avvertirli, si fa convincere dalla sorella a desistere: ne segue dunque uno scontro a fuoco, in cui viene però coinvolta anche Charlotte, cosa che alla fine spinge Fulvio ad intervenire. Datosi perciò alla macchia con la donna, che purtroppo gli morirà tra le braccia non appena arrivati alla fattoria dove tengono il loro figlioletto, Fulvio viene poi raggiunto dai pochi Fratelli superstiti mentre è intento a darle una pur improvvisata sepoltura; i Fratelli gli comunicano infatti che Charlotte aveva preso contatto con dei contrabbandieri della zona per l'acquisto degli armamenti, per cui Fulvio si propone per condurre la transazione, tramando in realtà di fuggire con tutto il denaro per potersi rifare una vita assieme al figlio.
Riuscito quindi a convincerli, Fulvio prende i soldi e giunge col figlio in una grande città, seguito però da uno dei Fratelli, Lionello; per liberarsene, lo porta su una barca al centro del Lago d'Orta, dove sostiene che i contrabbandieri consegneranno le armi. Conoscendo le tendenze suicide dell'uomo, Fulvio finge di essere stato truffato per indurre dunque il fragile Lionello a togliersi la vita, instillandogli il dubbio che i loro confratelli li sospetterebbero d'essersi tenuti il denaro per disertare; l'uomo però non trova il coraggio di suicidarsi, ma muore ugualmente annegato quando, attaccando briga con Fulvio, fa capovolgere la barca. Francesca, la giovane compagna di Lionello che li aveva seguiti di nascosto, ha assistito alla scena dalla riva del lago e per non farle rivelare nulla, Fulvio la seduce e la convince a partire con sé per l'America. Dopo aver sistemato il figlio in un collegio, si ferisce ad una gamba per simulare la rapina ad opera dei contrabbandieri.

Rivoluzionari e contadini fianco a fianco nella visione finale del giovane Allonsanfàn.

Giunti a Genova, da dove dovrebbero salpare per il Meridione, Fulvio e Francesca comunicano l'insuccesso a Tito, ma il racconto dei soprusi e delle miserie subite di un esule meridionale, Vanni, smuove talmente tanto gli animi dei rivoluzionari che quest'ultimo, non sentendosela di deluderli, annuncia comunque la partenza per l'indomani. Fulvio allora cerca d'avvertirli della mancata consegna delle armi, ma perde conoscenza a causa di una pozione di rum e oppio somministratagli per la ferita e quando si risveglia è già sulla nave: Francesca infatti, presa dal panico, se n'è fuggita per conto proprio senza far nulla per impedire che imbarcassero anche lui. Ben conscio della natura suicida della spedizione, Fulvio è però il solo ad intuire il passato criminoso della loro guida Vanni.
Appena sbarcato nelle Due Sicilie, in Basilicata per l'esattezza, Fulvio tradisce nuovamente i suoi compagni, recandosi nel paese di Grottole per denunciarli al sacerdote del luogo. Quest'ultimo, temendo infatti già di suo in una rivolta dei contadini, alla notizia di Fulvio si prodiga dunque ad allertare le guardie ed a sobillare il popolo contro i rivoluzionari venuti dal Nord, indicandoli quali portatori dell'epidemia di colera in corso e d'essere oltretutto guidati da Vanni, conosciuto tra i popolani come Vanni Peste per via d'un tragico episodio di cui si rese protagonista in passato, quando trucidò dei suoi concittadini che stavano cercando di separarlo a forza dalla moglie infetta che, segregata in casa, era stata messa al rogo dalle guardie (motivo per cui s'era spostato nel Settentrione). Riconoscibili, proprio come indicato da Fulvio, dalle loro camicie rosse, gli ignari Fratelli vengono perciò linciati sul posto.
Prima che possa darsi definitivamente alla fuga, Fulvio viene raggiunto da Allonsanfàn, figlio del Maestro e unico superstite del massacro, il quale, ferito alla testa e incapace di accettare ciò che è accaduto, delira su un'improbabile fratellanza instauratasi a prima vista tra contadini e rivoluzionari. Fulvio è incredulo ovviamente ma, quando sente suonare le campane, si convince che i contadini e i suoi compagni abbiano effettivamente preso la città e, indossata la camicia rossa che Allonsanfàn s'era nel frattempo levato, s'incammina per unirsi a loro. In questo modo viene però notato e freddato dalle truppe borboniche, appena sopraggiunte in rinforzo dei linciatori.

## Produzione
Originariamente, il film avrebbe dovuto intitolarsi Terza dimensione. Il riferimento storico della disastrosa spedizione dei Fratelli Sublimi è la spedizione di Sapri di Carlo Pisacane, mentre il cognome del protagonista è un omaggio a Vittorio Imbriani, contemporaneo esponente della Scapigliatura.
Le riprese si svolsero principalmente a cavallo tra Basilicata e Puglia, alcune a Matera ed altre nell’agro della Murgia, nei dintorni di Altamura (Masserie e Pulo di Altamura; la scena dello scontro tra rivoluzionari e popolani è stata girata a Castel Del Monte).
Le scene della villa di famiglia vennero girate nella Villa Amalia di Erba, altre ancora invece nella località di Cà di Brenno, frazione di Costa Masnaga (LC), a Campo Marzo, una località di Merone (CO) e presso il lago di Alserio (CO). Due scene vennero girate a Brescia: quella d'apertura nel cortile del Broletto e quella della festa con musica di violini al Ridotto del Teatro Grande.
Per il ruolo di Tito, che fu interpretato da Bruno Cirino, fu inizialmente scelto Lucio Dalla, che girò anche alcune scene del film. Il 13 ottobre 1973, però, Dalla iniziò ad accusare forti dolori allo stomaco che lo costrinsero nel giro di poco tempo ad un ricovero d'urgenza in ospedale. La lavorazione del film continuò perciò senza di lui finché, il 25 ottobre 1973, vista l'impossibilità del cantante a ritornare sul set, ne venne annunciata la sostituzione a favore dell'attore napoletano.

## Distribuzione
Il film è stato distribuito nelle sale cinematografiche italiane a partire dal 6 settembre 1974 a cura di Italnoleggio Cinematografico. È stato poi presentato il 10 maggio 1975 nella sezione Quinzaine des Réalisateurs del 28º Festival di Cannes.

## Riconoscimenti
- 1975 – Chicago International Film Festival
  - Candidatura per il Gold Hugo a Paolo e Vittorio Taviani
- 1975 – Nastro d'argento
  - Candidatura per la migliore attrice protagonista a Lea Massari
  - Candidatura per il migliore soggetto a Paolo e Vittorio Taviani